# 共贖者マリア
共贖者マリア、共同贖罪者、（きょうしょくしゃまりあ、きょうどうしょくざいしゃ、ラテン語:Co-Redemptrix ）とは、カトリック教会のマリア神学で、贖罪の過程における聖母マリアへの称号である。それは恵みの仲介者マリア（Mediatrix）とは別の概念である。
共贖者マリアの概念は、聖母マリアの贖いにおける間接的だが重要な役割について述べる。聖母マリアは自由意志で贖罪主に生命を明渡し、キリストのいのちを分かち合い、十字架の下で共に苦しみ、人類の贖罪のための犠牲としてささげた。

## 批判
ICM出版の『プロテスタントとカトリックの団結ですか？』はこの教義を批判している。